# Limbach (Vogtland)
Pour les articles homonymes, voir Limbach.

Limbach  est une commune de Saxe (Allemagne), située dans l'arrondissement du Vogtland, dans le district de Chemnitz.